# Actinote eresina
Actinote eresina är en fjärilsart som beskrevs av Carl Heinrich Hopffer 1874. Actinote eresina ingår i släktet Actinote och familjen praktfjärilar. Inga underarter finns listade i Catalogue of Life.